# Tidore Kepulauan
Tidore Kepulauan (pol. „wyspiarskie Tidore”) – okręg miejski (kota) w Indonezji w prowincji Moluki Północne. W jego skład wchodzi wyspa Tidore, zachodnia część wyspy Halmahera oraz kilka niewielkich wysepek. Okręg zajmuje powierzchnię 1550,37 km². 97,0 tys. mieszkańców (2015). Dzieli się na osiem kecamatanów: Oba, Oba Selatan, Oba Tengah, Oba Utara, Tidore, Tidore Selatan, Tidore Utara, Tidore Timur.